# Elia (Ingvar Cronhammar)
Elia is een stalen sculptuur van de Deense kunstenaar Ingvar Cronhammar uit 2001. Het beeld bevindt zich in de Deense stad Herning.
Elia is een zwarte stalen koepel van 60 m in diameter met vier 10 m brede trappen die in een kruisvorm naar boven lopen. Op de koepel, 11,22 m hoog, staan vier stalen pilaren van 30 m hoog. De holle koepel bevat een vijfde pilaar, die zo'n twee meter onder een gat in het koepeldak eindigt en een grote gasbrander bevat. De brander laat op onregelmatige tijden een vlam van 1 meter breed en 8,4 meter hoog branden.
Het gehele beeld bevat bijna 400 ton staal en 250 m³ beton.